# St-Martin (Châtel-Moron)

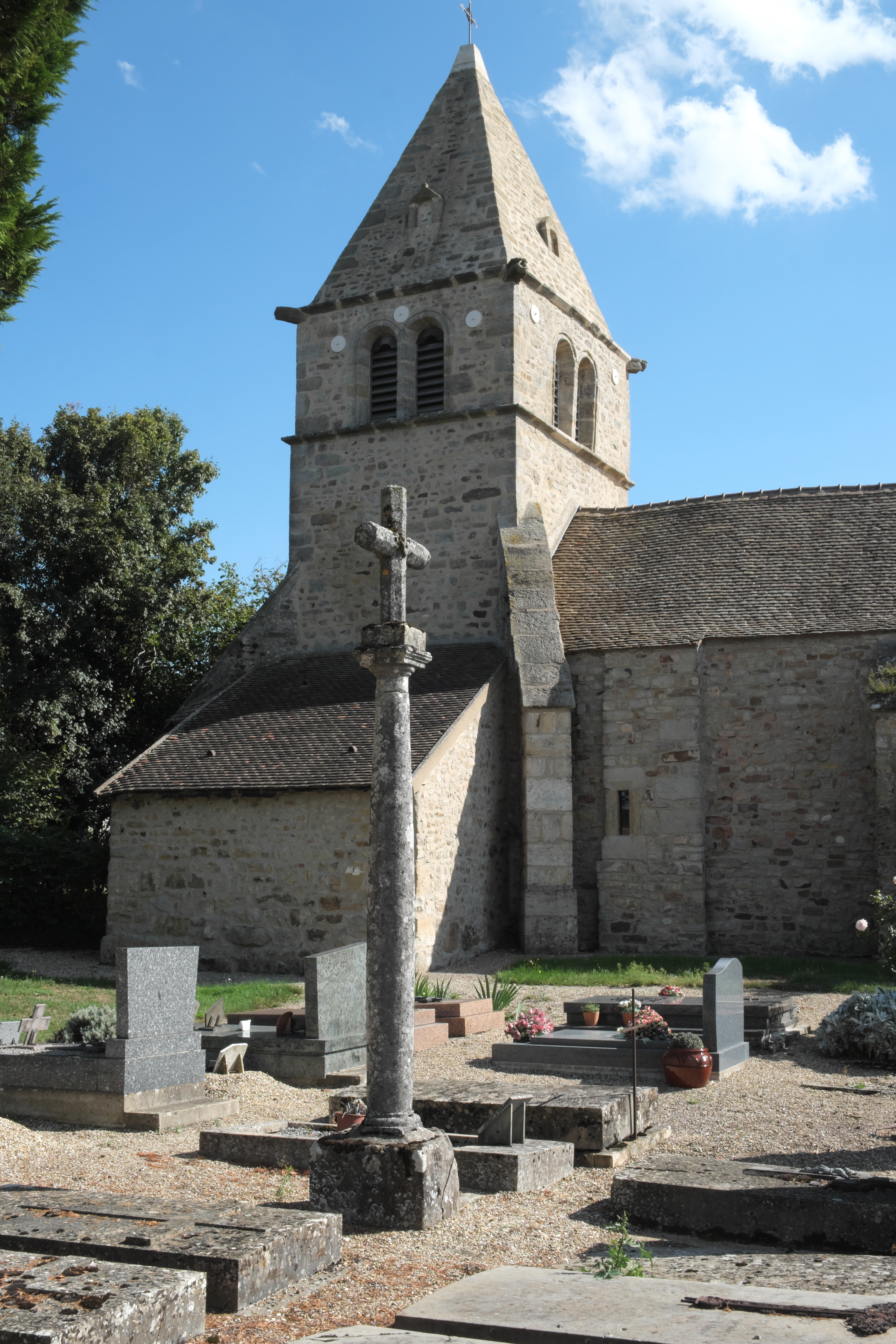
Kirche Saint-Martin

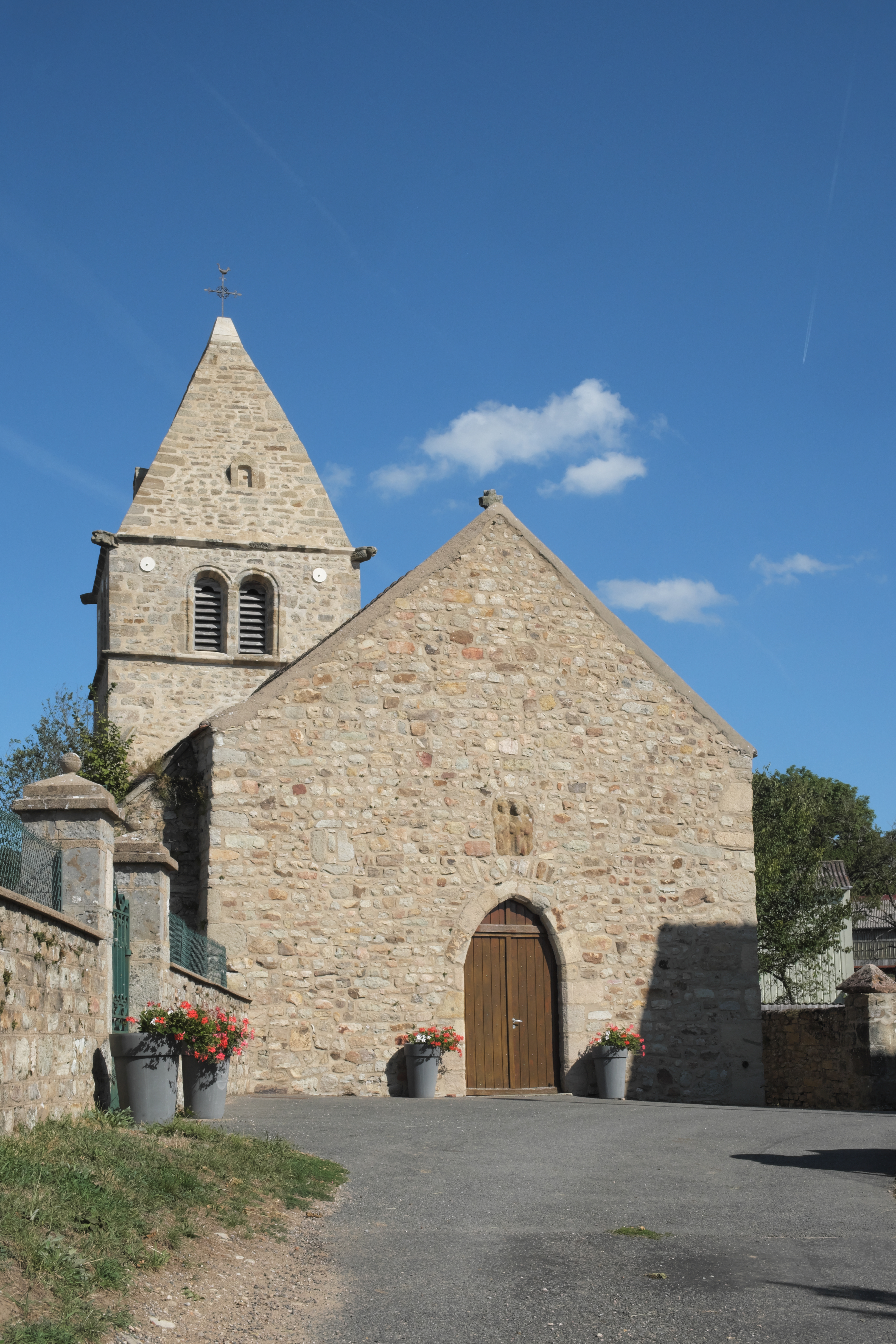
Westfassade

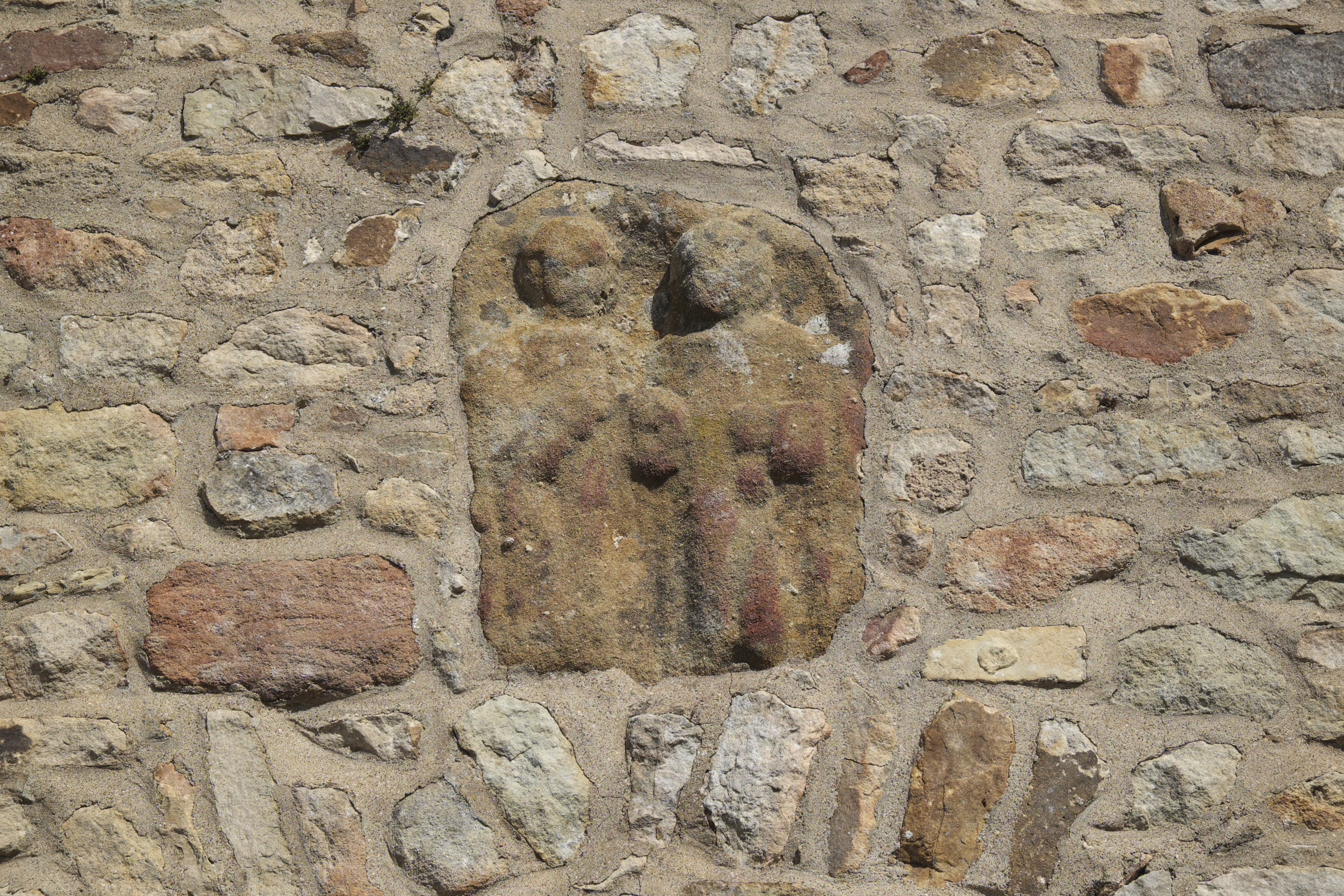
Gallorömische Grabstele über dem Portal

Die römisch-katholische Kirche Saint-Martin in Châtel-Moron, einer Gemeinde im Département Saône-et-Loire in der französischen Region Bourgogne-Franche-Comté, ist eine romanische Kirche aus dem 12. Jahrhundert. Die ältesten Teile der zu Ehren des heiligen Martin geweihten Kirche sind der Glockenturm und der Chor. Die Kirche steht inmitten eines Friedhofs. Sie wurde mehrmals restauriert, letztmals im Jahr 2016, nachdem ein Blitz in den Turm eingeschlagen war.

## Architektur

### Außenbau
Der massige, quadratische Glockenturm wird von einem aus Stein gemauerten Pyramidendach gedeckt, an seinen Ecken sind am Dachansatz Wasserspeier angebracht. Er wird durch zwei Gesimse gegliedert und auf allen vier Seiten von rundbogigen, gekuppelten Klangarkaden durchbrochen. Das Langhaus wird durch breite, oben abgeschrägte Strebepfeiler gestützt. 
Über dem spitzbogigen Portal an der Westfassade ist das Fragment einer gallorömischen Grabstele in die Mauer eingelassen, auf der ein Ehepaar dargestellt ist.

### Innenraum
Das einschiffige Langhaus, in das eine flache Holzdecke eingezogen ist, wurde zu einer späteren Zeit an den aus der romanischen Epoche stammenden Chor angebaut. Das Joch unter dem Turm und die halbrund geschlossene Apsis werden wie der Glockenturm in die Mitte des 12. Jahrhunderts datiert. Das Chorjoch wird von einem Kreuzrippengewölbe gedeckt, dessen massive, profilierte Rippen auf Konsolen aufliegen.
Die Apsis wird von einer Kalotte überwölbt, an der Wand verläuft eine Reihe von Blendarkaden, die auf hohen Sockeln stehen. Die Arkadenbögen liegen auf schlanken Pfeilern und Säulen mit Würfelkapitellen auf, deren skulptierter Dekor nicht mehr zu erkennen ist.
Der spitzbogige Chorbogen ruht auf Pfeilern mit Kämpferplatten, die mit Friesen wie Rollen- und Scheibenfries verziert sind.

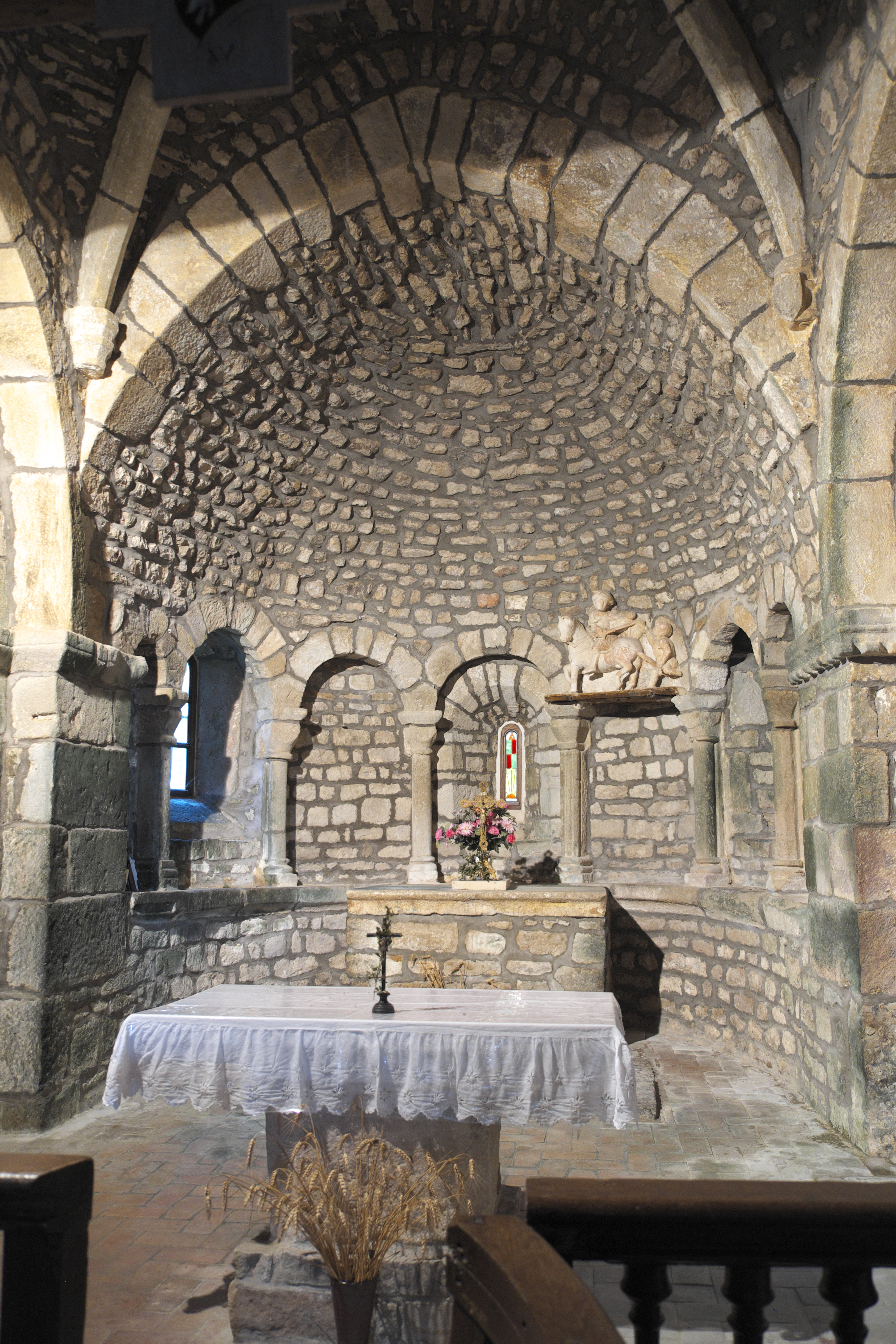
Chor
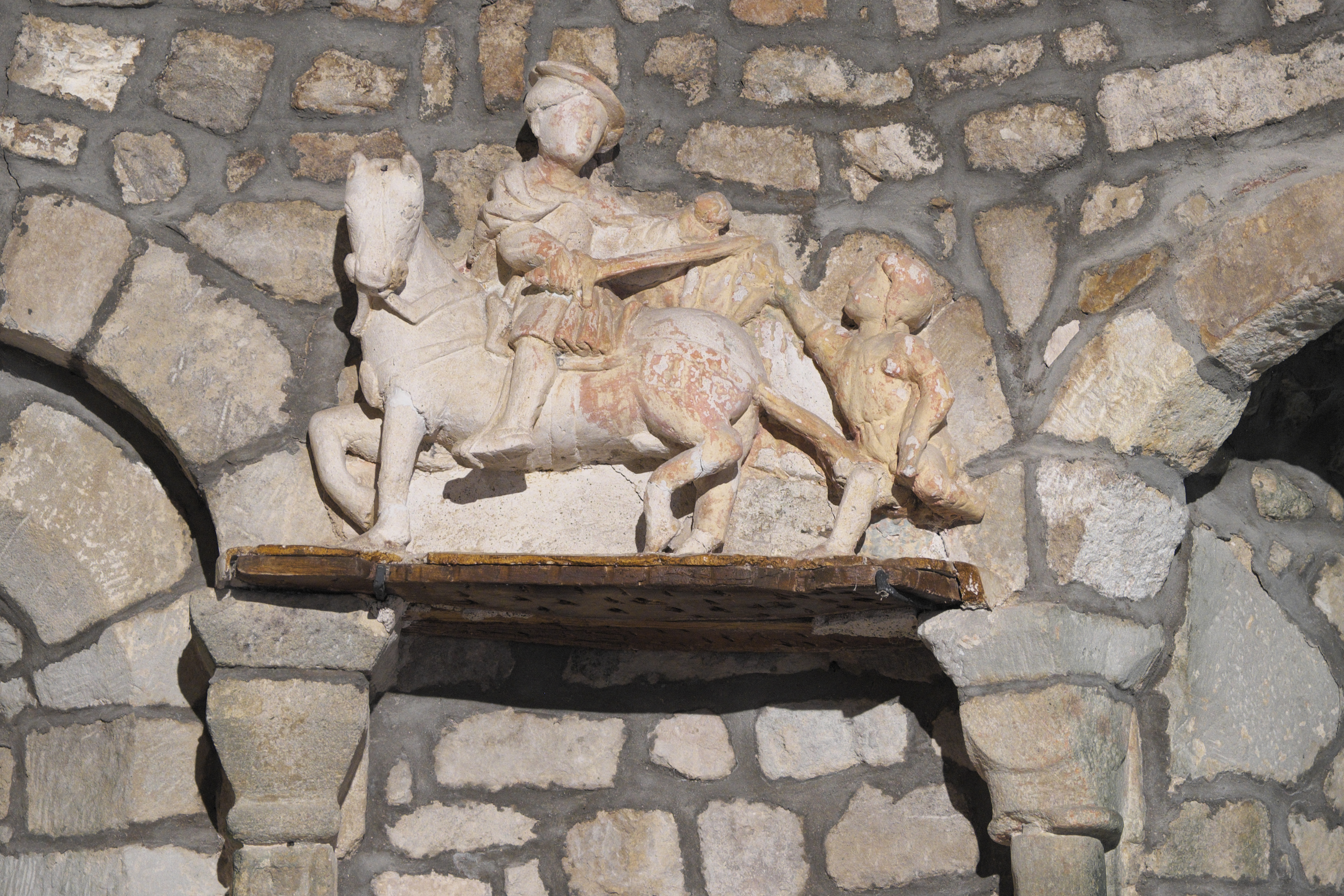
Heiliger Martin
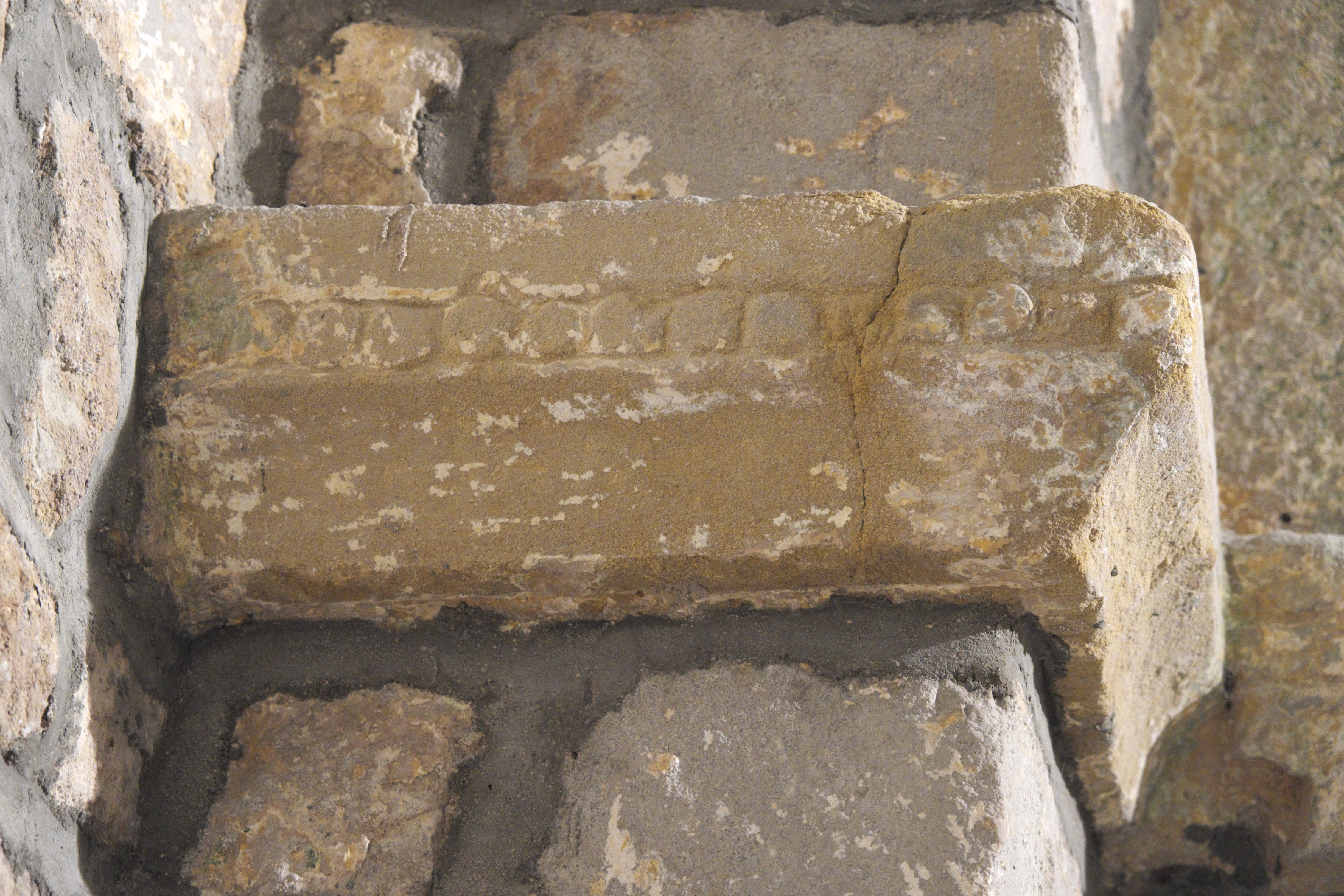
Kämpfer mit Scheibenfries

## Ausstattung
- Im Chor steht zwischen zwei Arkadenbögen eine aus Stein gemeißelte Skulpturengruppe aus dem 16. Jahrhundert mit der Darstellung des heiligen Martin, der seinen Mantel mit einem Bettler teilt.
- In der Kirche ist ein steinernes Taufbecken erhalten, das vermutlich aus romanischer Zeit stammt. Es weist auf einer Seite eine Vertiefung in Form eines Wiederkreuzes auf, dessen Arme ebenfalls in einem Kreuz enden, und auf der anderen Seite das Relief eines von einem Kreis umgebenen Tatzenkreuzes. An den Ecken ist das Taufbecken mit Köpfen verziert.

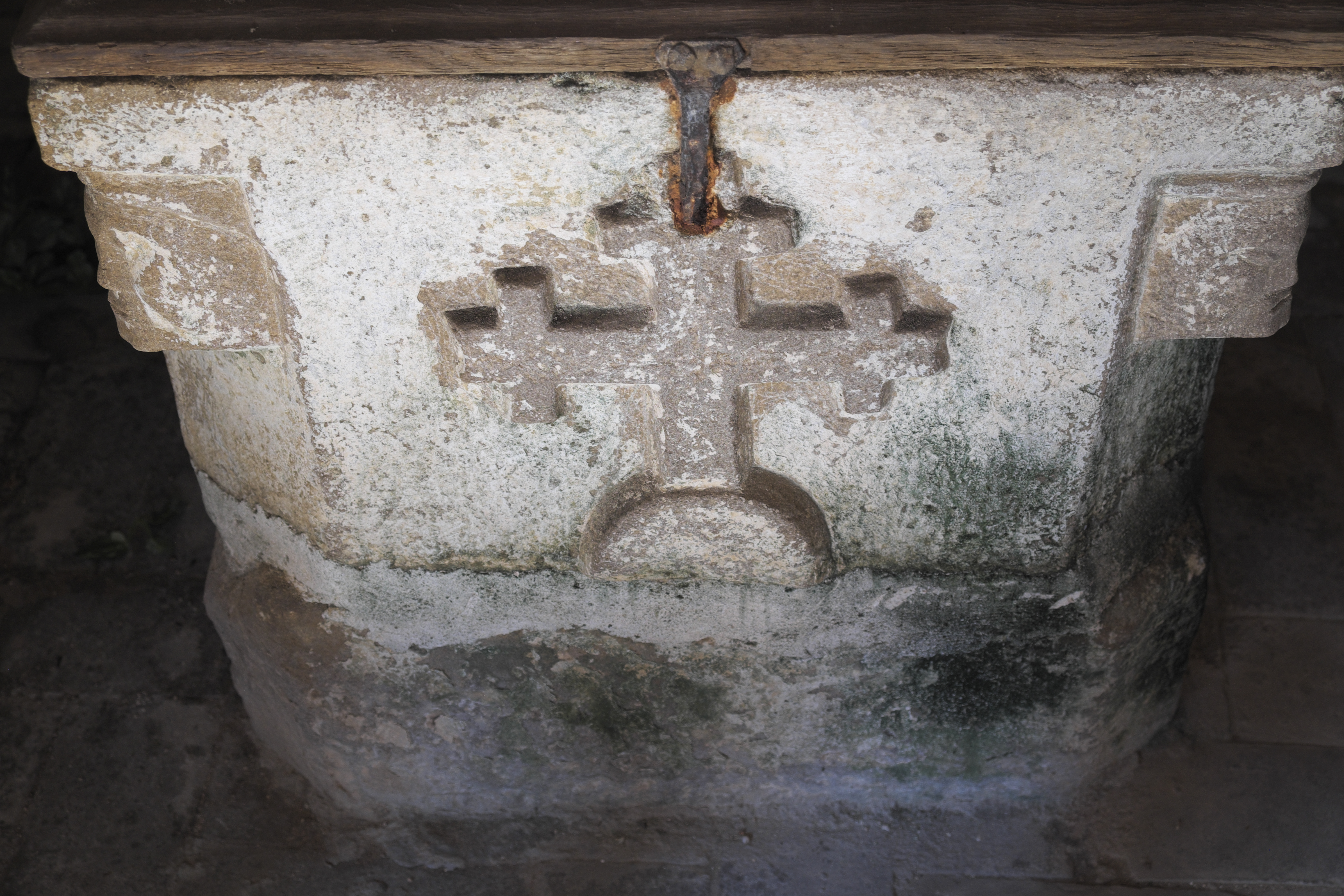
Taufbecken, Vertiefung in Form eines Wiederkreuzes
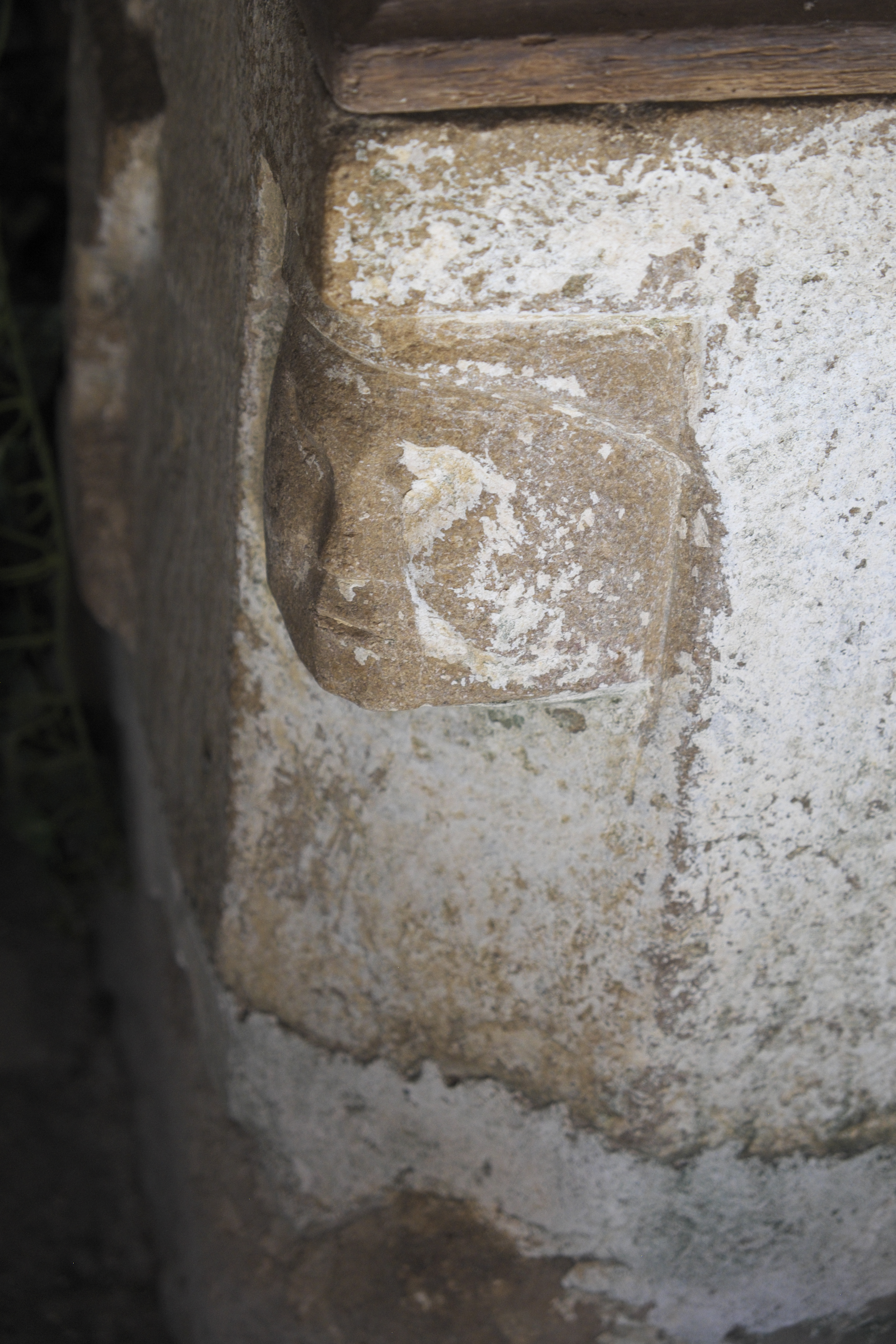
Taufbecken, Kopf an einer Ecke
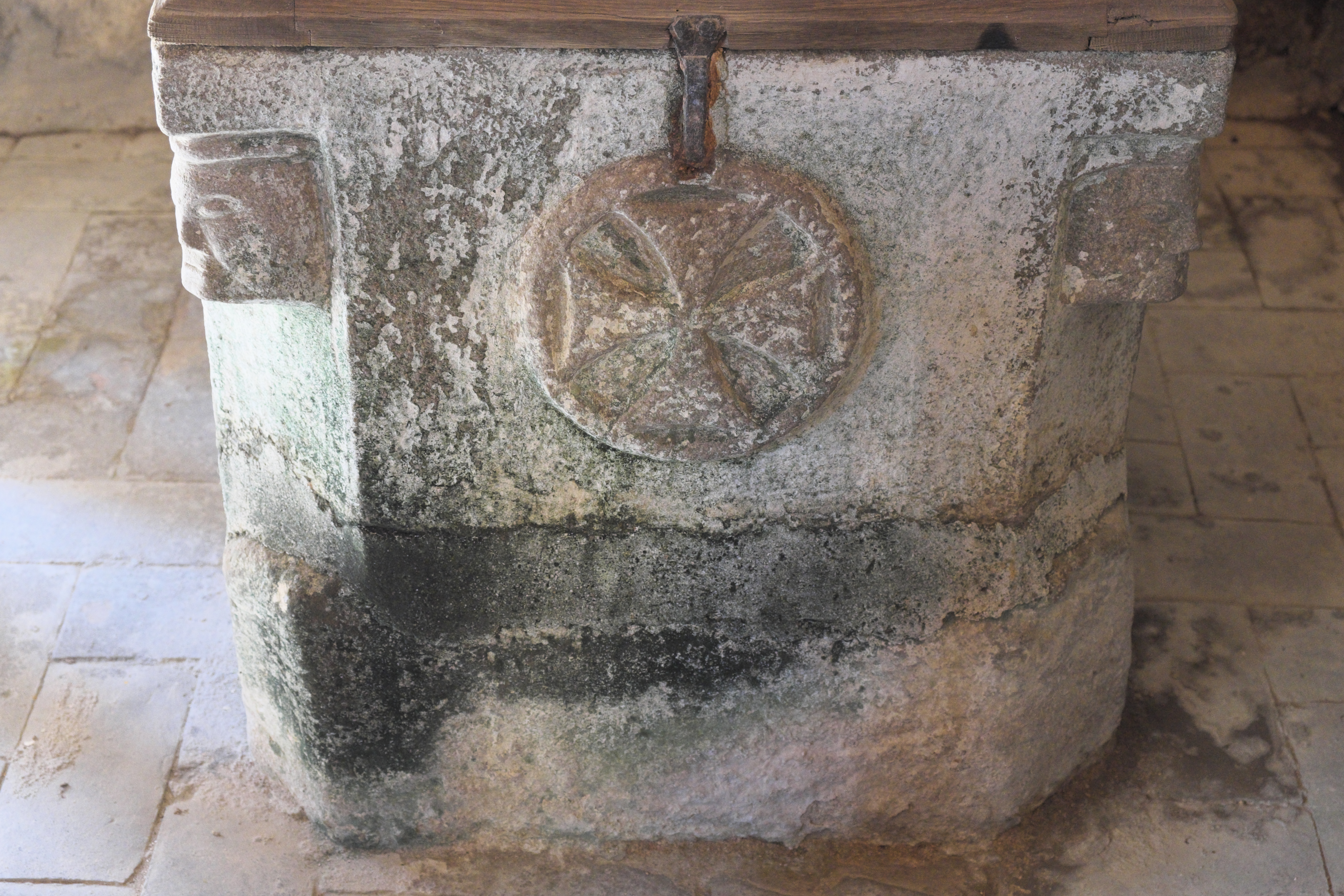
Taufbecken, Relief eines Tatzenkreuzes